# Diez de Octubre
Diez de Octubre è un municipio della capitale cubana dell'Avana.